# بزه (بز کمر)
بزه (بز کمر) یک اندیس فلزی است که در حوالی شهر معلمان استان سمنان قرار دارد و مادهٔ معدنی موجود در آن، سرب است.سنگ میزبان این اندیس آندزیت و داسیت است  